# Pavel Kučera (fotbalista)
Pavel Kučera (* 2. července 1976 Litvínov) je bývalý český fotbalový brankář. V současnosti (2015) působí jako trenér mládeže v SK Dynamo České Budějovice.
Jde o syna dlouholetého brankáře ligového týmu Teplic. S fotbalem začínal v Litvínově, ještě v žákovském věku přestoupil do Teplic, kde již v šestnácti letech podepsal profesionální smlouvu. Na vojně byl v Karlových Varech a v té sezóně postoupily Teplice do 1. ligy. V pozici brankářské dvojky slavil v sezóně 1998/99 2. místo Teplic v lize, zažil atmosféru Ligy mistrů a poháru UEFA. Ligovou premiéru si odbyl až na jaře 2000, kdy byl teplický gólman Libor Macháček vyloučen a na zbylých 30 minut zápasu nastoupil Kučera.
Prošel pěti českými prvoligovými kluby: FK Teplice, Chmel Blšany, Viktoria Žižkov, FK Mladá Boleslav a SK Dynamo České Budějovice. Až na Žižkově začal v druhém roce svého působení pravidelně chytat ligu, zahrál si i v poháru UEFA. Se žižkovskou Viktorií v poháru vyřadili Glasgow Rangers a Kučera byl v utkání v Glasgow vyhlášen nejlepším hráčem zápasu - cenu mu předal herec Sean Connery. Na jaře 2003 však Kučera nehrál kvůli zraněnému ramenu. V lednu 2004 zamířil do tehdy druholigové Mladé Boleslavi, se kterou hned postoupil do 1. ligy. O post brankářské jedničky se tam přetahoval s Miroslavem Millerem. V létě 2007 proto přestoupil do Českých Budějovic, kde se poprvé v kariéře stal dlouhodobou brankářskou jedničkou svého klubu. V zimě 2012 odešel na hostování v DAC 1904 Dunajská Streda.